# Probang
El probang es un instrumento quirúrgico de 30 a 40 cm de largo que consiste en una varilla flexible con una esponja en el extremo que se usa para eliminar cuerpos extraños u obstrucciones del esófago. Su invención se le atribuye a Walter Rumsey (1584-1660), quien la inventó en el siglo XVII. El probang de Rumsey se hizo originalmente con una varilla larga y delgada de hueso de ballena. Se adjuntó un trozo de esponja a un extremo y la herramienta que se utilizó para empujar cuerpos extraños (alojados en el esófago) hacia el estómago.
Además de su uso en cirugía humana, los veterinarios también usan probangs en ganado, para alcanzar obstrucciones y forzarlos a lo largo del esófago (suave y cuidadosamente) usando el probang como un carnero o usando un probang hueco en el que se adjunta una varilla con un sacacorchos, extrae objetos como trozos de papa o nabo demasiado largos para la panza.